# جون سو-جین
جون سو-جین (کره‌ای: 전수진) بازیگر اهل کره جنوبی است. او در سئول متولد شد اما در جزیره ججو بزرگ شده‌است. او در دانشگاه کنکوک در سال ۲۰۰۸ تحصیل کرده‌است، و همان زمان او به عنوان یک مدل پاره وقت برای مجله‌های مد شیبویا و چه‌چی فعالیت می‌کرد. جون سو-جین حرفهٔ بازیگری خود را در سال ۲۰۱۲ آغاز کرد و از آن زمان در فیلم‌ها و مجموعه‌های تلویزیونی فعالیت می‌کند.
از فیلم‌ها یا برنامه‌های تلویزیونی که وی در آن نقش داشته‌است می‌توان به مدرسه ۲۰۱۳، موهبت الهی، نسل خورشید، صدا و خدمتکار تو اشاره کرد.